# Guerra dei dieci anni
La guerra dei dieci anni (1868-1878), detta anche Guerra del 68 o Grande Guerra,  fu il primo tentativo, da parte dei cubani, di ottenere l'indipendenza. Essa tuttavia si tradusse in una sconfitta militare per i ribelli, e nella continuazione della presenza  spagnola sull'isola, anche se questi riuscirono a strappare alcune concessioni ed una certa autonomia, grazie al trattato di Zanjón (10 febbraio 1878).

## La guerra

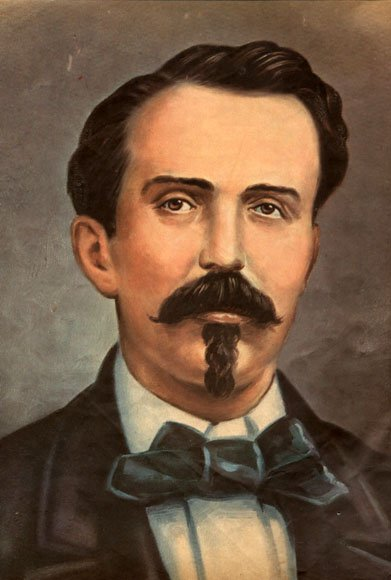
Carlos Manuel de Cespedes

Il 10 ottobre 1868, Carlos Manuel de Céspedes (1819-1874), ricco proprietario terriero, liberò i suoi schiavi e fondò un esercito, dando inizio alla guerra dei dieci anni. Malgrado l'appoggio degli Stati Uniti d'America (diverse navi americane sbarcarono a Cuba armi e volontari, tra cui molti veterani della guerra di Secessione) gli spagnoli, alla fine, grazie anche alle divisioni sopraggiunte tra gli insorti, riportarono una sanguinosa vittoria.

### Bilancio
Da parte cubana, la guerra risultò terribile. Ci furono più di 300 000 morti, tra civili e militari, e l'industria e l'agricoltura (piantagioni di zucchero) furono devastate. Le distruzioni della guerra non fermeranno però i cubani, che tornarono a rivoltarsi fino ad ottenere l'indipendenza nel 1902.
Sul versante spagnolo, la guerra costò la vita a molti soldati.
Tuttavia, si può parlare di una semi-vittoria per il popolo cubano, che ottenne alcune autonomie, grazie al trattato di Zanjón, l’abolizione della schiavitù nel 1880 — messa in pratica però solo nel 1886 — e l’uguaglianza dei diritti tra i bianchi ed i neri, proclamata nel 1893.
Il patto ebbe anche implicazioni politiche, in quanto segnò la comparsa dei primi partiti politici sull'isola.
Le riforme promesse dopo la guerra dei dieci anni non vennero attuate e ciò ebbe come conseguenza nuove rivolte che portarono ad altre due guerre: la piccola guerra (1879-1880) e la guerra di indipendenza cubana (1895-1898).